# Abrilada
A Abrilada, na História de Portugal, foi uma revolta político-militar, de caráter absolutista, que teve lugar em Abril de 1824. Sucedeu a Vilafrancada (1823) e prenunciou a Guerra Civil Portuguesa (1828-1834). Foi encabeçada pelo Infante D. Miguel e culminava o afastamento do rei, da família real e do reino do liberalismo.

## História
No dia 30 de Abril de 1824, o Infante D. Miguel, que havia sido nomeado generalíssimo do Exército Português, fez deter, nos calabouços do Castelo de São Jorge e nos da Torre de Belém, importantes personalidades civis e militares do país. Entre elas destacavam-se as figuras do Intendente-geral da Polícia, barão de Rendufe, o duque de Palmela (então no governo em coligação com o conde de Subserra) e o visconde de Santa Marta. D. Miguel, que contava com o apoio de sua mãe Carlota Joaquina, considerava-os culpados de serem partidários do liberalismo e de conspirarem contra o pai, D. João VI.
Na chamada «Proclamação da Abrilada», proferida nesta ocasião, D. Miguel diz ainda ser sua intenção acabar com o que denominava de "pestilenta cáfila de pedreiros-livres", numa referência à Maçonaria liberal e constitucional.
| “ | Soldados! se o dia 27 de Maio de 1823 raiou sobremaneira maravilhoso, não será menos o de 30 de Abril de 1824; antes hum e outro irão tomar distincto lugar nas paginas da história Lusitana; naquelle deixei a Capital para derribar huma Facção desorganizadora, salvando o Throno, e o Excelso Rei, a Real Família, e a Nação inteira, dando mais hum exemplo de virtude á Sagrada Religião, que professamos, como verdadeiro sustentaculo da Realeza, e da Justiça; e neste farei triumfar a grande obra começada, dando-lhe segura estabilidade, esmagando de huma vez a pestilente cáfila dos Pedreiros Livres, que aleivosamente projectava alçar a mortifera fouce para àcabar, e de todo extinguir a Reinante Casa de Bragança. Soldados! foi para este fim que vos chamei ás armas, plenamente convencido da firmeza do vosso caracter, da vossa lealdade, e do decidido amor pela Causa do Rei. Soldados! sejais dignos de Mim, que o Infante D. Miguel, Vosso Commandante em Chefe, o será de vós. Viva ElRrei Nosso Senhor, Viva a Religião Catholica Romana, Viva a Rainha Fidelíssima, Viva a Real Família, Viva o Briozo Exercito Portuguez, Viva a Nação, Morram os malvados Pedreiros Livres. Palacio da Bemposta 30 de Abril de 1824. Infante C. em C. | ” |

Enviou, então, diversos corpos militares ao antigo Palácio dos Estaus (onde se situa hoje o Teatro Nacional D. Maria II), no Rossio, em Lisboa, aí instalando o seu quartel-general. Deu ordens ainda para que se impusesse cerco ao Palácio da Bemposta, onde estava o rei, acompanhado do seu conselheiro inglês, o general William Carr Beresford.
Para a resolução deste conflito foi determinante o apoio do corpo diplomático em Portugal, nomeadamente a acção do embaixador francês Hyde de Neuville. Numa tentativa de apaziguamento, aquele diplomata conseguiu entrar no palácio e convencer o rei a chamar o filho. Alcançou-se, desse modo, um acordo que fez regressar as tropas aos quartéis, mas que mantinha os detidos encerrados, com excepção de Palmela, que se refugiou num navio inglês, prosseguindo assim a situação de instabilidade política e militar.
Em Maio, os diplomatas ajudaram D. João VI a refugiar-se no navio britânico "HMS Windsor Castle", de onde tomou uma série de medidas: demitiu D. Miguel do seu cargo no Exército, ordenou a libertação dos presos políticos e a captura dos apoiantes do filho, que foi intimado a vir a bordo. Assim retido, D. Miguel foi obrigado a embarcar com destino à França na fragata Pérola, pondo-se fim à sublevação dos miguelistas. O infante foi dali deportado para Viena, e Dona Carlota Joaquina foi internada no Palácio de Queluz.